# Benedetto Marcello
Benedetto Giacomo Marcello (Venecia,  República de Venecia, 31 de julio de 1686 — Brescia, República de Venecia, 24 de julio de 1739) fue un compositor, escritor, abogado, magistrado y maestro italiano.

## Biografía
Fue miembro de una familia noble, y en sus obras musicales frecuentemente firma como «Patrizio Veneto». A pesar de estudiar música con Antonio Lotti y Francesco Gasparini, Marcello fue influido fuertemente por su padre para seguir la carrera de leyes.
En consecuencia, combinó su actividad en el campo del derecho y la magistratura con la música. En 1711 fue miembro del Consejo de los Cuarenta, gobierno central de Venecia, y en 1730 fue enviado a Pula como «Provveditore» (gobernador de distrito).
El clima de Istria afectó su salud, retirándose después de ocho años a Brescia en calidad de «Camarlengo», ciudad donde finalmente falleció.
Su hermano Alessandro Marcello (1669-1747) fue también un compositor de cierto reconocimiento. A veces las obras de su hermano le eran atribuidas a él.[cita requerida]

## Obra musical
Benedetto Marcello compuso diversidad de música, incluyendo un considerable volumen de música sacra, oratorios, cientos de cantatas, duetos, sonatas, conciertos y sinfonías. Fue contemporáneo de Antonio Vivaldi en Venecia, y su música tiene un aire vivaldiano.
Como compositor, Marcello fue muy conocido durante su vida, y aún se lo recuerda por obras como su «Estro poetico-armonico» (1724-1727), una colección musical para voces y bajo continuo de los primeros cincuenta salmos, con texto en italiano de Giustiniani. Esta obra fue muy admirada por Charles Avison, quien junto con John Garth editó una versión con texto en inglés (Londres, 1757).
La Biblioteca del Conservatorio de Bruselas contiene interesantes volúmenes de cantatas de cámara compuestas por Marcello para su esposa. También compuso una ópera titulada «La Fede riconosciuta» (La fe reconocida), que él mismo produjo en Vicenza en 1702. De acuerdo con sus escritos, tenía poca afinidad por este estilo de composición. 
«La música de Marcello se caracteriza por la imaginación y una técnica sutil que incluye al mismo tiempo contrapunto y desarrolladas características galantes» (Grove, 1994).
Con el poeta Antonio Conti escribió una serie de cantatas largas experimentales - un dúo, Il Timoteo, luego cinco monólogos, Cantone, Lucrezia, Andromaca, Arianna abbandonata, y finalmente Cassandra.

## Escritos
Marcello publicó sus opiniones sobre la situación del drama musical de su tiempo en el panfleto satírico «Teatro alla moda», publicado anónimamente en Venecia en 1720. Este pequeño trabajo, que es frecuentemente reimpreso, es muy valioso como contribución a la historia de la ópera.